# Cintia Dicker
Cintia Dicker (tên khai sinh là Cintia Schneider Dick , sinh ngày 6 tháng 12 năm 1986) là một người mẫu người Brazil và đồng thời là nhà thiết kế đồ bơi.
Cô sinh ra ở Campo Bom, Rio Grande do Sul. Cô đã xuất hiện trong các quảng cáo cho Ann Taylor, Macy, L'Oréal, American Eagle Outfitters, Tom Ford, Wildfox Couture và Yves Saint Laurent, và trong các danh mục cho Victoria's Secret, H&M, Gap, bebe và Lands 'End. Cô đã xuất hiện trên trang bìa của tạp chí nước Pháp Marie Claire, Elle, Madame Figaro và Vogue / Teen Vogue Brazil, và đồng thời cũng được xuất hiện trên trang bìa tạp chí thể thao Illustrated Swimsuit trong năm 2009, 2010, 2011, 2012 và 2013. Dicker đã đi trình diễn thời trang cho các thương hiệu bao gồm Gucci, Anna Sui, Peter Som, Matthew Williamson, Tommy Hilfiger, DSquared², Lanvin và Dolce & Gabbana.
 Sự nghiệp làm người mẫu của cô và làm người mẫu ảnh cho Sports Illustrated và các khách hàng trả tiền cao khác đã cho giúp cô có thể hỗ trợ các tổ chức từ thiện dành cho trẻ em ở Brazil và cô cũng hy vọng nó sẽ cho phép cô bắt đầu kinh doanh của riêng mình trong tương lai. Cô được xếp hạng là một trong những người mẫu thuộc  'Top gợi cảm nhất' trong ngành.
Cô đã tự mô tả mình là một người thiêng về tâm linh. Năm 2014, cô được trao vai Milita trong phim truyền hình Brazil có tên là Meu Pedacinho de Chão. Cô là một người có mái tóc đỏ tự nhiên.
Vào năm 2015, cô đã biểu diễn trong chuỗi video ло năm của kênh truyền hình WatchCut Video Youtube, đại diện cho đất nước quê hương Brazil.